# Liste der denkmalgeschützten Objekte in Pölstal
Die Liste der denkmalgeschützten Objekte in Pölstal enthält die 33 denkmalgeschützten, unbeweglichen Objekte der Gemeinde Pölstal im steirischen Bezirk Murtal.

## Denkmäler
| Foto  |                 | Denkmal                                                                                       | Standort                                               | Beschreibung | Metadaten |
| ----- | --------------- | --------------------------------------------------------------------------------------------- | ------------------------------------------------------ | --- | --- |
| ja    | Datei hochladen | Kath. Pfarrkirche hl. Katharina und Friedhof HERIS-ID: 50984 Objekt-ID: 56520                 | Bretstein 3a Standort KG: Bretstein                    | Die Kirche, die ursprünglich den hll. Katharina und Ulrich geweiht war (bis 1545) wurde 1343 erstmals erwähnt. | BDA-Hist.: Q38043006 Status: § 2a Stand der BDA-Liste: 2025-06-30 Name: Kath. Pfarrkirche hl. Katharina und Friedhof GstNr.: .43, 343/2 Pfarrkirche Bretstein                                       |
| ja    | Datei hochladen | Propstei Zeiring samt Schlosskapelle HERIS-ID: 37408 Objekt-ID: 36545                         | Propstei 1 Standort KG: Möderbrugg                     | Die Propstei liegt nordwestlich des Ortes auf einem Plateau über der Pöls. Sie wurde 1074 von Erzbischof Gebhard von Salzburg dem Stift Admont geschenkt, 1480 von den Türken verwüstet und ist seit Mitte des 19. Jahrhunderts in Privatbesitz. Um einen großen Rechteckshof gruppieren sich die zwei Wohnflügel, die gotische der hl. Agathe geweihte Kapelle, sowie hohe Wehrmauern mit Schießscharten. An der Südostecke ein markanter Erker (Bretesche) mit Zwiebelhelm. Wohntrakte und Wehrmauern wurden in der 1. Hälfte des 16. Jahrhunderts neu errichtet, im 17. Jahrhundert erfolgte ein weiterer Ausbau. Im Westtrakt befindet sich hofseitig eine Stucknische vom Ende des 17. Jahrhunderts mit einer Statue des hl. Josephs, im 1. Obergeschoß eine gleichalte Stuckdecke. Schmiedeeisengitter und einige Türen vom Anfang des 17. Jahrhunderts erhalten. Die Kapelle hl. Agathe wurde urkundlich bereits 1160 erwähnt, der spätgotische Neubau (1424, Wappen von Abt Andreas von Stetthaim) wurde nach dem Türkeneinfall 1480 unter Abt Leonhard von Steinach um das Jahr 1493 erneuert, die Neuweihe erfolgte 1495 durch Bischof Matthais Scheit. | BDA-Hist.: Q37975459 Status: Bescheid Stand der BDA-Liste: 2025-06-30 Name: Propstei Zeiring samt Schlosskapelle GstNr.: .114 Propstei Zeiring, Möderbrugg                                          |
| ja    | Datei hochladen | Schloss Hanfelden HERIS-ID: 37307 Objekt-ID: 36407                                            | Unterzeiring Schloss Hanfelden Standort KG: Möderbrugg | Das Schloss Hanfelden wurde im späten 15. Jahrhundert begonnen und in der 1. Hälfte des 16. Jahrhunderts vollendet. Der dreigeschoßige Vierflügelbau ist von einem Zwinger umgeben, an dessen Ecken sich Türme und überall Schießscharten befinden. Der Westtrakt tritt nach Norden vor, an der Südseite und am Südosteck Kragsteinerker. Die Fassaden mit Putzfeldergliederung stammen alle aus der 2. Hälfte des 17. Jahrhunderts. Die Arkaden im ersten und zweiten Obergeschoß der West- und Ostseite des Innenhofs ruhen auf Rund- und Achteckpfeilern. In der Südwestecke des ersten Obergeschoßes befindet sich eine große sowie nördliche daran anschließend eine kleine Blockwerkkammer und in der Südostecke des zweiten Obergeschoßes die, nach einem Aufenthalt des Kaisers Maximilian I. im Jahre 1506 benannte Königsstube mit einer Leistendecke. Darunter die Kapelle mit einer Stuckdecke aus dem 17. Jahrhundert. | BDA-Hist.: Q21523421 Status: Bescheid Stand der BDA-Liste: 2025-06-30 Name: Schloss Hahnfelden GstNr.: .115 Schloss Hanfelden                                                                       |
| ja    | Datei hochladen | Schneebergkapelle HERIS-ID: 78283 Objekt-ID: 91941                                            | Standort KG: Möderbrugg                                | | BDA-Hist.: Q38151821 Status: § 2a Stand der BDA-Liste: 2025-06-30 Name: Schneebergkapelle GstNr.: 525 Schneebergkapelle Möderbrugg                                                                  |
| ja    | Datei hochladen | Bauernhaus Schneebergerhof HERIS-ID: 78284 Objekt-ID: 91942                                   | Standort KG: Möderbrugg                                | | BDA-Hist.: Q38151830 Status: § 2a Stand der BDA-Liste: 2025-06-30 Name: Bauernhaus Schneebergerhof GstNr.: .50 Schneebergerhof Möderbrugg                                                           |
| ja    | Datei hochladen | Pfarrhof HERIS-ID: 78710 Objekt-ID: 92375                                                     | Bergwerkgasse 4 Standort KG: Oberzeiring               | | BDA-Hist.: Q38152711 Status: § 2a Stand der BDA-Liste: 2025-06-30 Name: Pfarrhof GstNr.: .31 |
| ja    | Datei hochladen | Bäckerhaus HERIS-ID: 78719 Objekt-ID: 92384                                                   | Florianigasse 8 Standort KG: Oberzeiring               | | BDA-Hist.: Q38152758 Status: § 2a Stand der BDA-Liste: 2025-06-30 Name: Bäckerhaus GstNr.: .4 |
| ja    | Datei hochladen | Kath. Filialkirche Elisabethkirche/Knappenkirche HERIS-ID: 51715 Objekt-ID: 57453             | neben Hauptstraße 2 Standort KG: Oberzeiring           | Die ursprüngliche romanische Knappenkirche, wohl mit einem Langhaus aus dem 12. Jahrhundert, ist von einem ummauerten Friedhof umgeben. Der Chor ist gotisch, das Langhaus wurde 1832 eingewölbt. | BDA-Hist.: Q37012984 Status: § 2a Stand der BDA-Liste: 2025-06-30 Name: Kath. Filialkirche Elisabethkirche/Knappenkirche GstNr.: .65 Filialkirche hl. Elisabeth, Oberzeiring                        |
| ja    | Datei hochladen | Friedhof christlich, Friedhofsportal und Friedhofskreuz HERIS-ID: 78364 Objekt-ID: 92025      | bei Hauptstraße 2 Standort KG: Oberzeiring             | | BDA-Hist.: Q38152060 Status: § 2a Stand der BDA-Liste: 2025-06-30 Name: Friedhof christlich, Friedhofsportal und Friedhofskreuz GstNr.: 1208 Friedhof Oberzeiring                                   |
| ja    | Datei hochladen | Sog. Mayer-Haus HERIS-ID: 47007 Objekt-ID: 49430                                              | Hauptstraße 24 Standort KG: Oberzeiring                | Das sogenannte Mayer-Haus war Gasthaus und Tischlerei. Interessant wegen der reichhaltigen Innenausstattung (Jugendstil, Wandvertäfelungen, Malereien, Öfen …) die, wegen mangelnder Liquidität der ehemaligen Besitzer, nie verändert wurde. | BDA-Hist.: Q38025114 Status: Bescheid Stand der BDA-Liste: 2025-06-30 Name: Sog. Mayer-Haus GstNr.: .47 Mayer-Haus, Oberzeiring                                                                     |
| ja    | Datei hochladen | Kath. Pfarrkirche hl. Nikolaus HERIS-ID: 51716 Objekt-ID: 57454                               | Kirchplatz Standort KG: Oberzeiring                    | An das wohl romanische Langhaus schließt ein gotischer Chor an. Die Einwölbung des Langhauses, die Empore und der Turm sind gotisch. Die Einrichtung ist neugotisch. | BDA-Hist.: Q38047081 Status: § 2a Stand der BDA-Liste: 2025-06-30 Name: Kath. Pfarrkirche hl. Nikolaus GstNr.: .9 Pfarrkirche St. Nikolaus, Oberzeiring                                             |
| ja    | Datei hochladen | Postgebäude, sog. Bäckerhaus, ehem Gerichtsgebäude HERIS-ID: 78817 Objekt-ID: 92482seit 2014  | Marktplatz 1 Standort KG: Oberzeiring                  | | BDA-Hist.: Q38153033 Status: Bescheid Stand der BDA-Liste: 2025-06-30 Name: Postgebäude, sog. Bäckerhaus, ehem Gerichtsgebäude GstNr.: .39                                                          |
| ja    | Datei hochladen | Pest- /Dreifaltigkeitssäule HERIS-ID: 78758 Objekt-ID: 92423                                  | bei Marktplatz 2 Standort KG: Oberzeiring              | Die Pestsäule wurde um 1760–1770 errichtet und zeigt eine Maria Immaculata sowie die hll. Florian und Rochus. Sie wird von einem barocken Schmiedeeisengitter umgeben. Restaurierung 1952. | BDA-Hist.: Q38152914 Status: § 2a Stand der BDA-Liste: 2025-06-30 Name: Pest- /Dreifaltigkeitssäule GstNr.: 1368/1 Pestsäule Oberzeiring                                                            |
| ja    | Datei hochladen | Flur-/Wegkapelle, Färberkreuz HERIS-ID: 78720 Objekt-ID: 92385                                | Römerstraße 3, gegenüber Standort KG: Oberzeiring      | | BDA-Hist.: Q38152769 Status: § 2a Stand der BDA-Liste: 2025-06-30 Name: Flur-/Wegkapelle, Färberkreuz GstNr.: 1368/1 Färberkreuz Oberzeiring                                                        |
| ja    | Datei hochladen | Sog. Römerbrücke HERIS-ID: 99473 Objekt-ID: 115609                                            | Standort KG: Oberzeiring                               | Anmerkung: Die Römerbrücke verbindet die Gemeinden Oberzeiring und Pöls-Oberkurzheim, KG Unterzeiring über den Blahbach. | BDA-Hist.: Q19275942 Status: § 2a Stand der BDA-Liste: 2025-06-30 Name: Sog. Römerbrücke GstNr.: 1357 Römerbrücke Oberzeiring                                                                       |
| ja    | Datei hochladen | Jägerkreuz/Trattenkreuz HERIS-ID: 63183 Objekt-ID: 75798                                      | Zugtal 50, bei Standort KG: Oberzeiring                | Das Jägerkreuz in der Tratten (daher auch Trattenkreuz) auf der Straße nach Oberwölz ist ein gotischer Nischenbildstock mit Fresken vom Anfang des 15. Jahrhunderts. In den drei Nischen Darstellungen von Kreuzigung, Pietà, hl. Wolfgang und hl. Georg zu Pferd, sowie einer weiteren Heiligen. 1957 und 2004 restauriert. | BDA-Hist.: Q38102379 Status: Bescheid Stand der BDA-Liste: 2025-06-30 Name: Jägerkreuz/Trattenkreuz GstNr.: 410                                                                                     |
| ja    | Datei hochladen | Kalvarienbergkirche HERIS-ID: 78712 Objekt-ID: 92377                                          | Standort KG: Oberzeiring                               | Die Kalvarienbergkirche steht auf einer 1034 m hohen Anhöhe nordöstlich des Ortsgebiets. Sie wurde 1857–1860 durch Franz und Johanna Neuper erbaut und 1956 restauriert. Die Kirche ist dreijochig mit einem Halbkreisschluss, kannelierte Pilaster mit korinthischen Kapitellen. Im Westjoch eine Empore auf Platzl mit einer Balusterbrüstung, das Schmiedeeisengitter datiert auf 1859. Dachreiter mit Zwiebelhaube. Der Altar wurde nach einem Entwurf von Johann Max Tendler vom Tischler Jakob Mayer 1859 errichtet, das Altarbild zeigt eine Pietà; der Tabernakel ist freistehend. Votivbilder aus den Jahren 1835, 1863 und 1869. Ein Bild des Heiligen Wandels stammt aus dem 3. Viertel des 19. Jahrhunderts und ein Bild auf der Empore zeigt Maria mit Kind und Heiligen in einer Kopie nach Solimena. Neben der Kirche befinden sich zwei offene Kapellen, die Kreuzigungskapelle und die Kapelle Christus in der Rast. | BDA-Hist.: Q38152721 Status: Bescheid Stand der BDA-Liste: 2025-06-30 Name: Kalvarienbergkirche GstNr.: .127 Kalvarienbergkirche Oberzeiring                                                        |
| ja    | Datei hochladen | Kreuzigungskapelle HERIS-ID: 78713 Objekt-ID: 92378                                           | Standort KG: Oberzeiring                               | | BDA-Hist.: Q38152729 Status: Bescheid Stand der BDA-Liste: 2025-06-30 Name: Kreuzigungskapelle GstNr.: .127 Kreuzigungskapelle Oberzeiring                                                          |
| ja    | Datei hochladen | Christus in der Rast-Kapelle HERIS-ID: 78714 Objekt-ID: 92379                                 | Standort KG: Oberzeiring                               | | BDA-Hist.: Q38152740 Status: Bescheid Stand der BDA-Liste: 2025-06-30 Name: Christus in der Rast-Kapelle GstNr.: .127 Christus in der Rast-Kapelle, Oberzeiring                                     |
| ja    | Datei hochladen | Evang. Pfarrkirche A.B., Toleranzbethaus HERIS-ID: 89236 Objekt-ID: 103852                    | Standort KG: St. Johann Schattseite                    | Die evangelische Kirche ist eines der ältesten Toleranzbethäuser, sie wurde 1784 (neueren Forschungen 1794) erbaut. Auf der Nordseite ein Turm mit Spitzhelm aus den Jahren 1951–1952. Der Saalraum hat einen 3/8-Schluss, Altar und Kanzel stammen aus der Bauzeit, der Altar wurde 1860 verändert. | BDA-Hist.: Q18020503 Status: § 2a Stand der BDA-Liste: 2025-06-30 Name: Evang. Pfarrkirche A.B., Toleranzbethaus GstNr.: .88 Glaubenskirche (St. Johann am Tauern)                                  |
| ja    | Datei hochladen | Kalvarienbergkapelle HERIS-ID: 89241 Objekt-ID: 103857                                        | Standort KG: St. Johann Schattseite                    | Die Kalvarienbergkapelle wurde 1862 erbaut, das schmiedeeiserne Chorgitter ist mit dem Erbauungsjahr datiert und wurde 1975 restauriert. Am Altar befindet sich eine vielfigürliche und kleinteilige Kalvarienberggruppe (Osterkrippe), darüber die Kreuzigung mit den Schächern und Longinus, seitlich Statuen der hll. Leonhard, Theresa, Johannes und von Pilgern. | BDA-Hist.: Q37732631 Status: § 2a Stand der BDA-Liste: 2025-06-30 Name: Kalvarienbergkapelle GstNr.: .93                                                                                            |
| ja    | Datei hochladen | Mühle mit technischer Einrichtung und Fluder HERIS-ID: 111204 Objekt-ID: 128992               | bei Schattseite 4 Standort KG: St. Johann Schattseite  | | BDA-Hist.: Q37822592 Status: Bescheid Stand der BDA-Liste: 2025-06-30 Name: Mühle mit technischer Einrichtung und Fluder GstNr.: .8, 57 Mühle Sankt Johann am Tauern                                |
| ja BW | Datei hochladen | Ehem. Salzspeicher der Bauernhofanlage Schaffer HERIS-ID: 89250 Objekt-ID: 103870seit 2013    | Schattseite 10 Standort KG: St. Johann Schattseite     | Anmerkung: Koordinaten vor Ort prüfen | BDA-Hist.: Q37732770 Status: § 57-Mandatsbescheid Stand der BDA-Liste: 2025-06-30 Name: Ehem. Salzspeicher der Bauernhofanlage Schaffer GstNr.: .21 Ehem. Salzspeicher der Bauernhofanlage Schaffer |
| ja    | Datei hochladen | Bauernhaus vulgo Oberer Lerchbacher HERIS-ID: 89246 Objekt-ID: 103865                         | Sonnseite 15 Standort KG: St. Johann Sonnseite         | | BDA-Hist.: Q37732665 Status: Bescheid Stand der BDA-Liste: 2025-06-30 Name: Bauernhaus vulgo Oberer Lerchbacher GstNr.: 770 Oberer Lerchbauer, Sankt Johann am Tauern                               |
| ja    | Datei hochladen | Pfarrhof HERIS-ID: 89247 Objekt-ID: 103866                                                    | Sonnseite 40 Standort KG: St. Johann Sonnseite         | | BDA-Hist.: Q37732693 Status: § 2a Stand der BDA-Liste: 2025-06-30 Name: Pfarrhof GstNr.: .92 |
| ja    | Datei hochladen | Bauernhaus Schellhube HERIS-ID: 89253 Objekt-ID: 103873                                       | Sonnseite 54 Standort KG: St. Johann Sonnseite         | | BDA-Hist.: Q37732799 Status: § 2a Stand der BDA-Liste: 2025-06-30 Name: Bauernhaus Schellhube GstNr.: .118 Bauernhaus Schellhube                                                                    |
| ja    | Datei hochladen | Bauernhofanlage Pölsenhube HERIS-ID: 89249 Objekt-ID: 103869                                  | Sonnseite 68 Standort KG: St. Johann Sonnseite         | | BDA-Hist.: Q37732717 Status: Bescheid Stand der BDA-Liste: 2025-06-30 Name: Bauernhofanlage Pölsenhube GstNr.: .179 Pölsenhube, Sankt Johann am Tauern                                              |
| ja    | Datei hochladen | Kath. Pfarrkirche hl. Johannes der Täufer und ehem. Friedhof HERIS-ID: 51832 Objekt-ID: 57631 | Standort KG: St. Johann Sonnseite                      | → Hauptartikel : Katholische Pfarrkirche St. Johann am Tauern f1 | BDA-Hist.: Q38047914 Status: § 2a Stand der BDA-Liste: 2025-06-30 Name: Kath. Pfarrkirche hl. Johannes der Täufer und ehem. Friedhof GstNr.: .88 Pfarrkirche hl. Johannes, Sankt Johann am Tauern   |
| ja    | Datei hochladen | Bauernhaus Koiner HERIS-ID: 78198 Objekt-ID: 91853                                            | Koingraben 1 Standort KG: St. Oswald                   | | BDA-Hist.: Q38151615 Status: Bescheid Stand der BDA-Liste: 2025-06-30 Name: Bauernhaus Koiner GstNr.: 741/4 Bauernhaus Koiner                                                                       |
| ja    | Datei hochladen | Ehem. Pfarrhof HERIS-ID: 37409 Objekt-ID: 36546                                               | St. Oswald 1 Standort KG: St. Oswald                   | | BDA-Hist.: Q37975469 Status: Bescheid Stand der BDA-Liste: 2025-06-30 Name: Ehem. Pfarrhof GstNr.: .3                                                                                               |
| ja    | Datei hochladen | Kindergarten HERIS-ID: 78166 Objekt-ID: 91821                                                 | St. Oswald 2 Standort KG: St. Oswald                   | Anmerkung: | BDA-Hist.: Q38151566 Status: § 2a Stand der BDA-Liste: 2025-06-30 Name: Kindergarten GstNr.: .4 |
| ja    | Datei hochladen | Ortskapelle HERIS-ID: 78186 Objekt-ID: 91841                                                  | gegenüber St. Oswald 18 Standort KG: St. Oswald        | | BDA-Hist.: Q38151585 Status: § 2a Stand der BDA-Liste: 2025-06-30 Name: Ortskapelle GstNr.: .26 Ortskapelle Sankt Oswald                                                                            |
| ja    | Datei hochladen | Kath. Pfarrkirche hl. Oswald und Friedhof HERIS-ID: 78163 Objekt-ID: 91818                    | Standort KG: St. Oswald                                | → Hauptartikel : Pfarrkirche St. Oswald bei Zeiring f1 | BDA-Hist.: Q38151556 Status: § 2a Stand der BDA-Liste: 2025-06-30 Name: Kath. Pfarrkirche hl. Oswald und Friedhof GstNr.: .1, 4/1 Pfarrkirche St. Oswald bei Zeiring                                |